# Chamoux-sur-Gelon
Pour les articles homonymes, voir Chamoux (homonymie).
Chamoux-sur-Gelon est une commune française située dans le département de la Savoie, en région Auvergne-Rhône-Alpes.

## Géographie

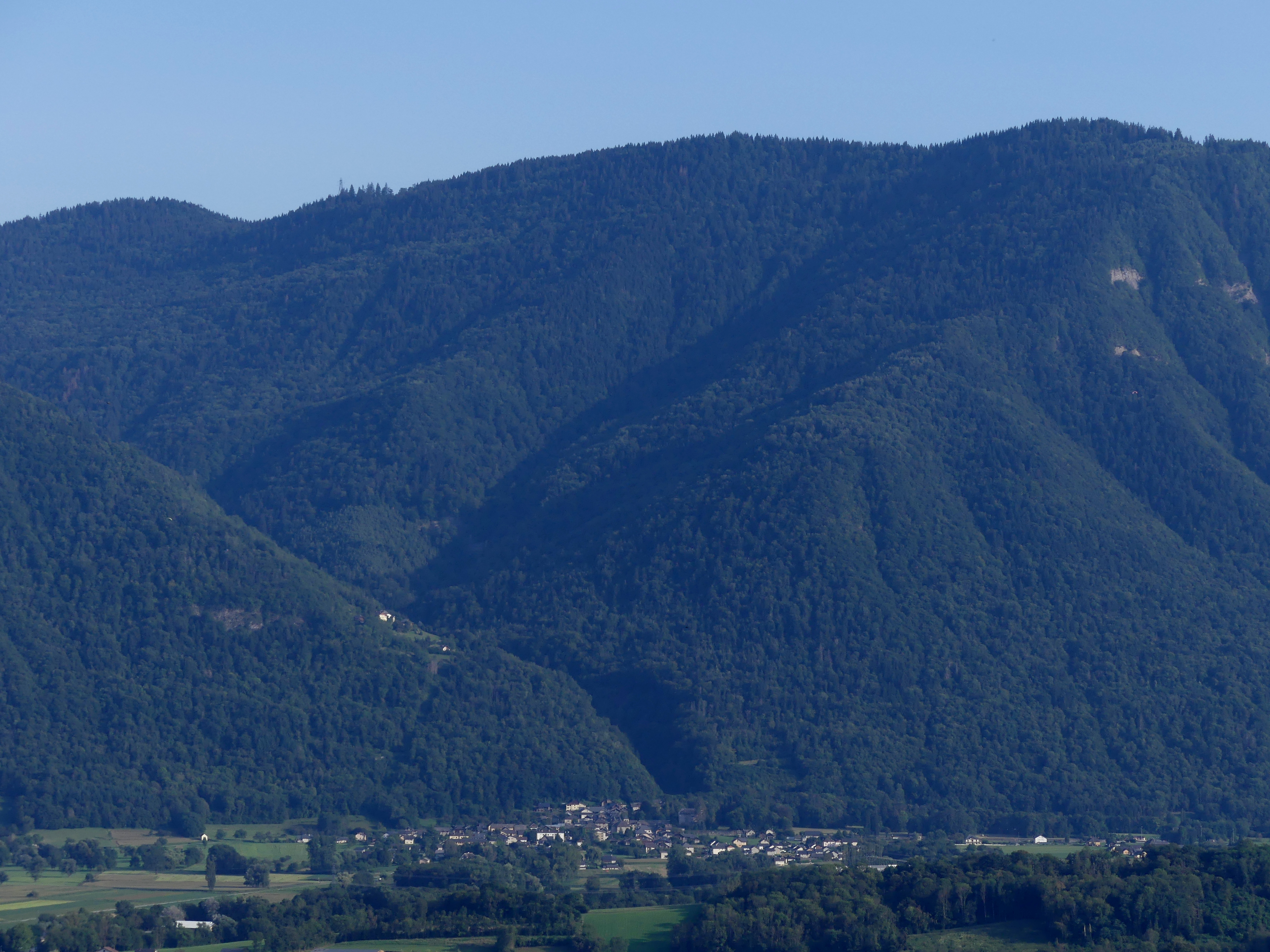
Village et collines bordières.

La commune de Chamoux-sur-Gelon est située dans la combe de Savoie, sur les flancs nord des collines bordières de la chaîne de Belledonne que sont notamment le mont Fauge (1 337 mètres d'altitude) et le Solliet (1 263 m).
Son territoire s'étend sur 10,6 km2, répartie sur une zone de plaine au nord où se situe l'altitude minimale de 287 m et une zone de montagne au sud où se situe l'altitude maximale de 1 052 m.
Chamoux-sur-Gelon est principalement arrosée par le Gelon, cours d'eau prenant sa source sur les hauteurs de la commune mais n'arrivant dans la plaine de Chamoux qu'à la suite d'une course de plus de 25 km dans la val Gelon (vallée des Huiles et val Pelouse). Il ne passe alors toutefois qu'au nord de la commune sans traverser le chef-lieu, à la différence du ruisseau de Montendry dévalant directement la montagne jusqu'au chef-lieu avant de rejoindre le Gelon à l'ouest.

### Voies de communication et transports
En matière de transports, la commune est traversée près de sa limite nord par l'ancienne Route nationale 525 déclassée en Route départementale 925 reliant La Rochette à Albertville. La route départementale 27 est une route d'intérêt local desservant notamment le chef-lieu. L'autoroute A43 reliant Lyon à l'Italie par Chambéry et la vallée de la Maurienne contourne Chamoux-sur-Gelon à environ 5 km de distance, sur la rive opposée de l'Arc. L'échangeur le plus proche est l'échangeur n° 24 « Aiton » situé à l'entrée de la vallée et permettant de rejoindre la RD 925.
Aucune ligne ferroviaire ne dessert directement Chamoux-sur-Gelon, la ligne la plus proche étant la ligne de Culoz à Modane (frontière) passant à environ 1,5 km au nord, la gare ouverte la plus proche étant la gare de Chamousset.

### Communes limitrophes

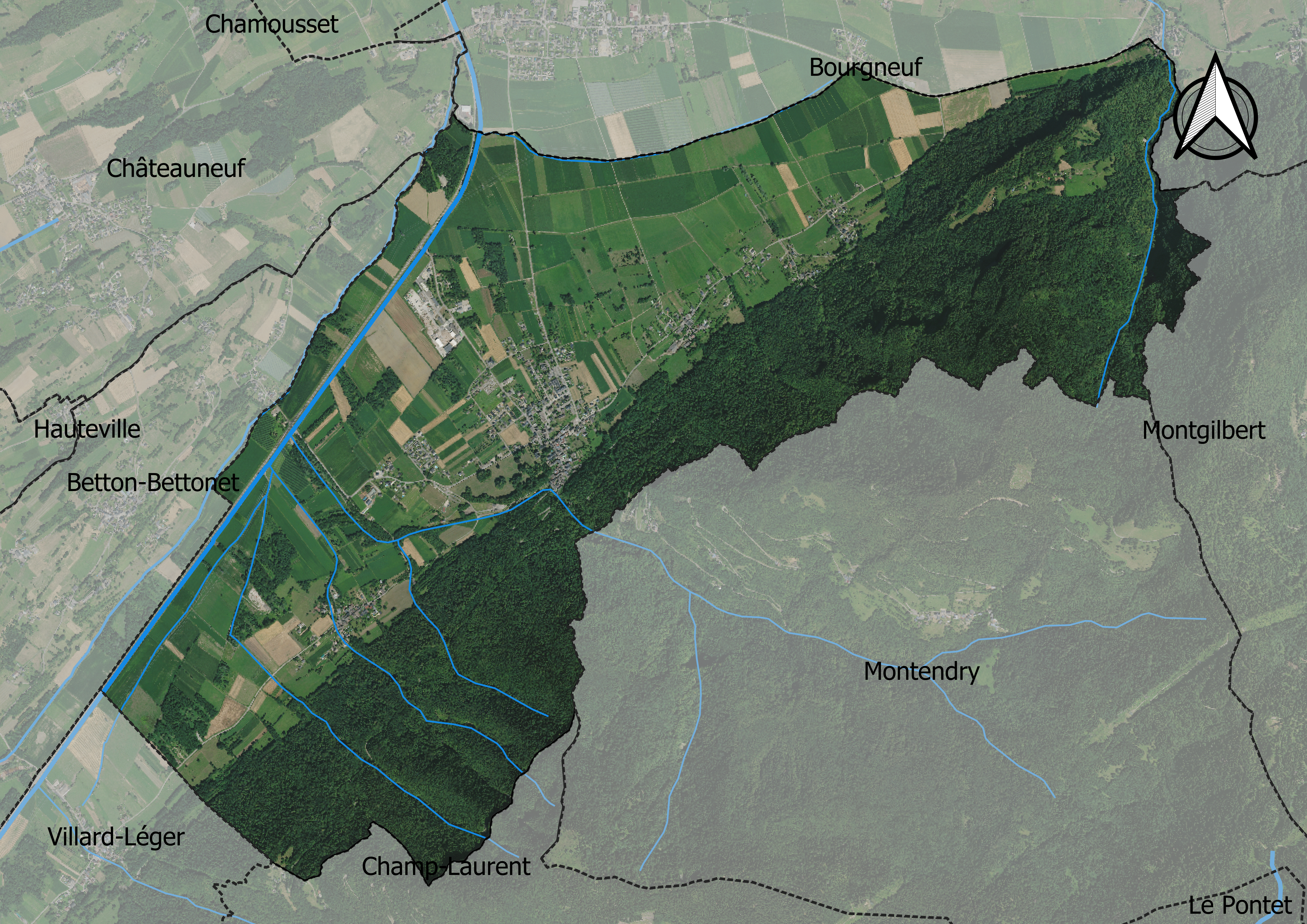
Carte de Chamoux-sur-Gelon et de ses communes limitrophes.

Chamoux-sur-Gelon est limitrophe de 6 communes que sont Bourgneuf, Montgilbert, Montendry, Champ-Laurent, Villard-Léger et Betton-Bettonet. Bourgneuf, Villard-Léger et Betton-Bettonet sont situées autour de la moitié nord de la commune dans la plaine du Gelon, tandis que Montgilbert, Montendry et Champ-Laurent sont situées autour de la moitié sud sur les hauteurs des montagnes environnanntes (mont Fauge, Solliet, Côté du Suet).
Chamoux-sur-Gelon et ses communes limitrophes sont membres de la Communauté de communes Cœur de Savoie à l'exception de Montgilbert, membre de la Communauté de communes Porte de Maurienne car davantage tournée physiquement vers la vallée de la Maurienne que la combe de Savoie.
| Betton-Bettonet | Bourgneuf                 | Bourgneuf   |
| Betton-Bettonet | Chamoux-sur-Gelon         | Montgilbert |
| Villard-Léger   | Champ-Laurent / Montendry | Montendry   |

### Climat
Pour des articles plus généraux, voir Climat d'Auvergne-Rhône-Alpes et Climat de la Savoie.
En 2010, le climat de la commune est de type climat de montagne, selon une étude du Centre national de la recherche scientifique s'appuyant sur une série de données couvrant la période 1971-2000. En 2020, Météo-France publie une typologie des climats de la France métropolitaine dans laquelle la commune est exposée à un climat de montagne ou de marges de montagne et est dans la région climatique Alpes du nord, caractérisée par une pluviométrie annuelle de 1 200 à 1 500 mm, irrégulièrement répartie en été.
Pour la période 1971-2000, la température annuelle moyenne est de 10,5 °C, avec une amplitude thermique annuelle de 18,5 °C. Le cumul annuel moyen de précipitations est de 1 460 mm, avec 10,1 jours de précipitations en janvier et 8,6 jours en juillet. Pour la période 1991-2020, la température moyenne annuelle observée sur la station météorologique de Météo-France la plus proche, « Saint-Alban des Hurtières », sur la commune de Saint-Alban-d'Hurtières à 7 km à vol d'oiseau, est de 11,0 °C et le cumul annuel moyen de précipitations est de 1 274,5 mm,. Pour l'avenir, les paramètres climatiques de la commune estimés pour 2050 selon différents scénarios d'émission de gaz à effet de serre sont consultables sur un site dédié publié par Météo-France en novembre 2022.

## Urbanisme

### Typologie
Au 1er janvier 2024, Chamoux-sur-Gelon est catégorisée commune rurale à habitat dispersé, selon la nouvelle grille communale de densité à sept niveaux définie par l'Insee en 2022.
Elle est située hors unité urbaine. Par ailleurs la commune fait partie de l'aire d'attraction de Chambéry, dont elle est une commune de la couronne,. Cette aire, qui regroupe 115 communes, est catégorisée dans les aires de 200 000 à moins de 700 000 habitants,.

### Occupation des sols
L'occupation des sols de la commune, telle qu'elle ressort de la base de données européenne d’occupation biophysique des sols Corine Land Cover (CLC), est marquée par l'importance des territoires agricoles (50,1 % en 2018), une proportion identique à celle de 1990 (50,1 %). La répartition détaillée en 2018 est la suivante : 
forêts (47,4 %), terres arables (32,8 %), zones agricoles hétérogènes (17,2 %), zones urbanisées (2,5 %), prairies (0,2 %). L'évolution de l’occupation des sols de la commune et de ses infrastructures peut être observée sur les différentes représentations cartographiques du territoire : la carte de Cassini (XVIIIe siècle), la carte d'état-major (1820-1866) et les cartes ou photos aériennes de l'IGN pour la période actuelle (1950 à aujourd'hui).

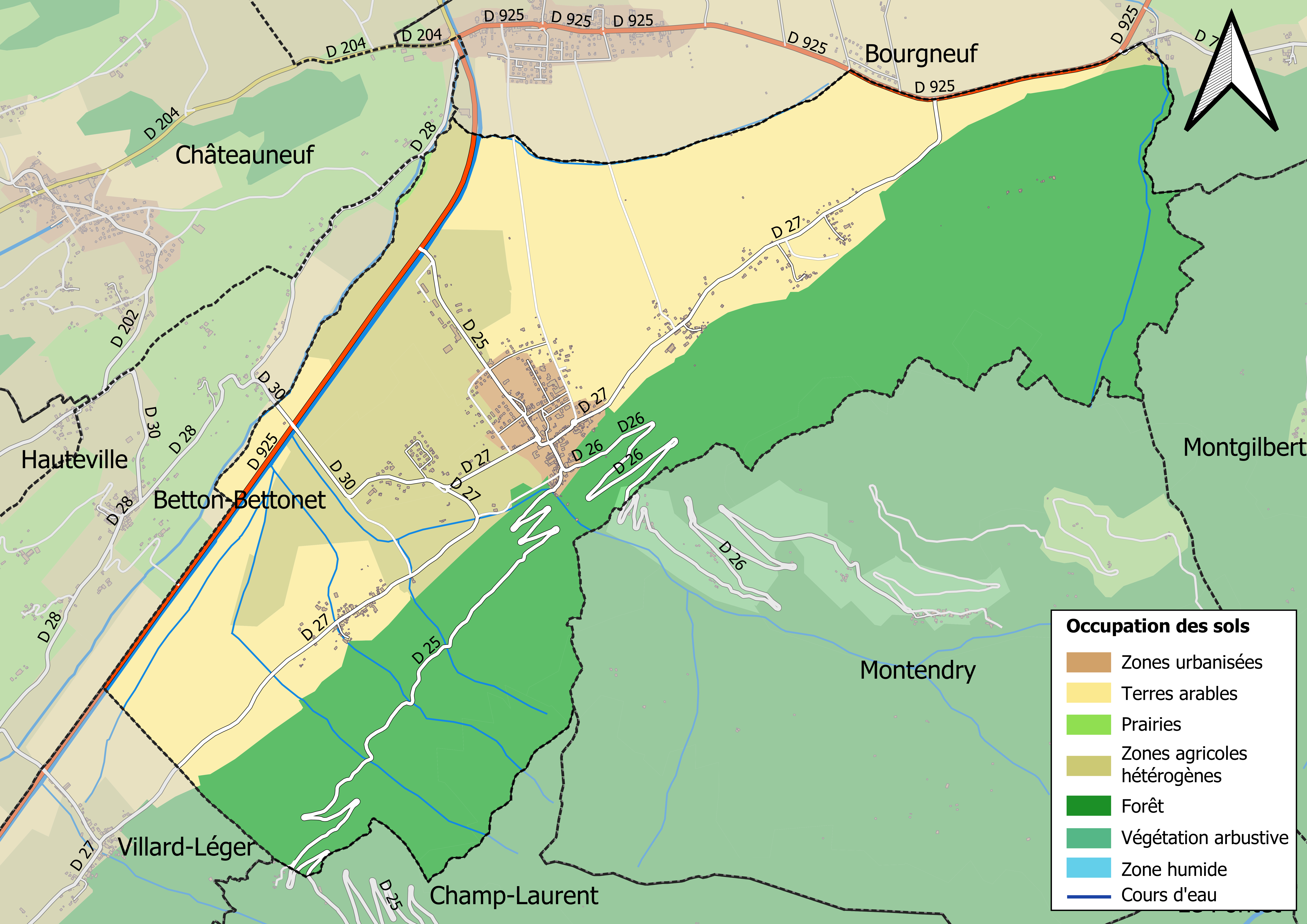
Carte des infrastructures et de l'occupation des sols de la commune en 2018 (CLC).

## Toponymie
Au VIIIe siècle, Chamoux-sur-Gelon est évoqué sous le nom Camundæ puis à partir du XIIIe siècle suivent Chamossum, Chamos puis Chamox au XVe siècle, la graphie Chamoux apparaissant à partir 1650 et étant celle en vigueur lors de l'annexion de la Savoie en 1860. La dénomination de « Chamoux-sur-Gelon » intervient à la suite du décret du 2 novembre 1934 autorisant le changement du nom de la commune. Ce changement de nom a été décidé à la suite des nombreuses erreurs d'aiguillage de courrier pour Chamoux vers Chamonix.
En francoprovençal, le nom de la commune s'écrit Shamou (graphie de Conflans) ou Chamoux (ORB).

## Histoire
En 1515, les comtes de La Chambre érige une collégiale dédiée à Sainte-Anne.
Le 2 septembre 1600, pendant la guerre franco-savoyarde, le roi Henri IV loge à Chamoux et toute l'armée passe l'Isère sur des bateaux.
En 1909, Chamoux est la troisième commune de Savoie à être électrifiée grâce à une turbine alimentée par le Gelon.

## Politique et administration

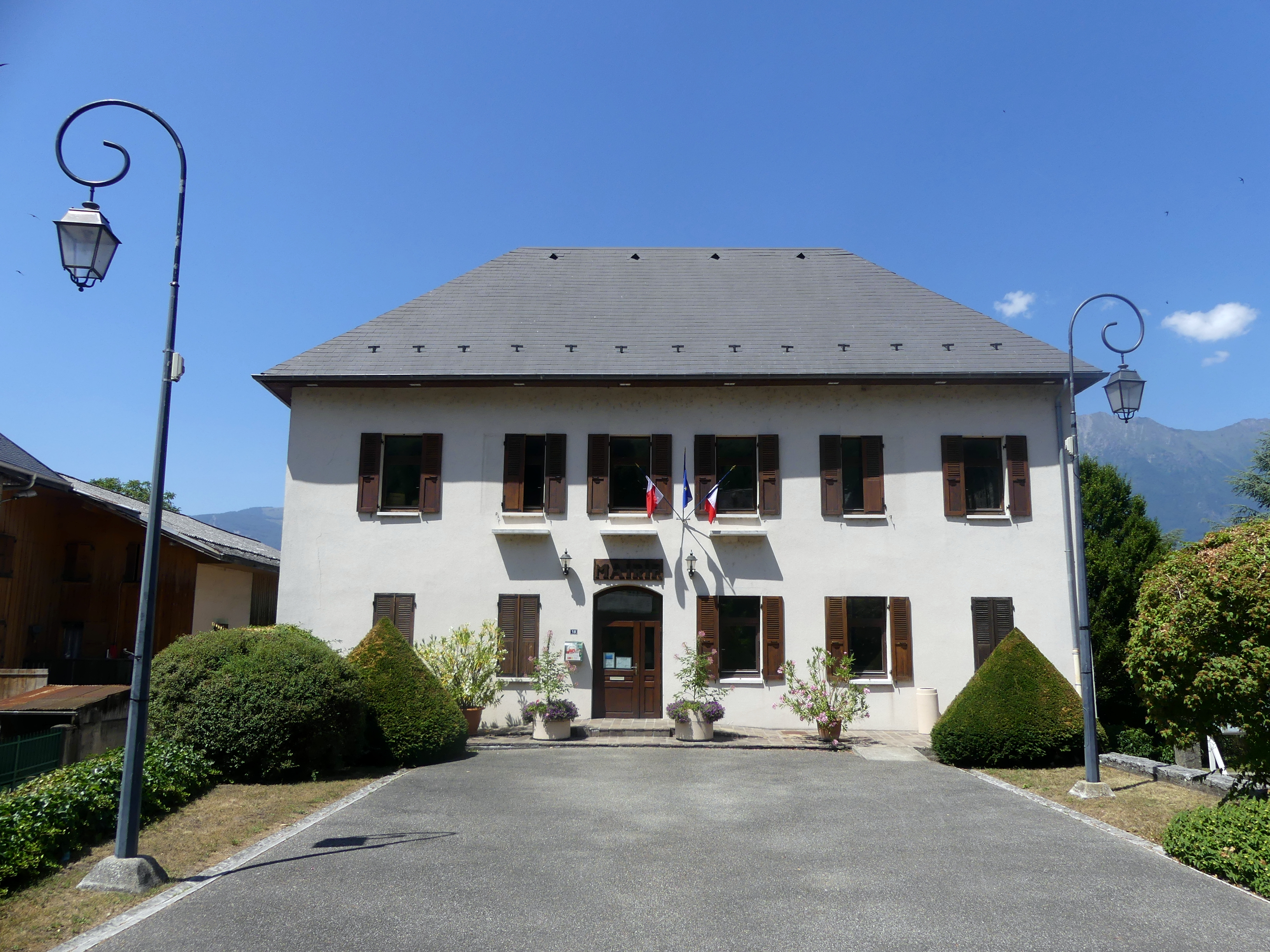
Mairie de Chamoux-sur-Gelon.

La commune est membre de la Communauté de communes Cœur de Savoie. Elle appartient au Territoire du Cœur de Savoie, qui regroupe une quarantaine de communes de la combe de Savoie et du val Gelon.
| Période                                  | Période                      | Identité                           | Étiquette | Qualité                             |
| ---------------------------------------- | ---------------------------- | ---------------------------------- | --------- | ----------------------------------- |
| Les données manquantes sont à compléter. |                              |                                    |           |                                     |
| 1861                                     | 1861                         | Jean Guyot                         |           |                                     |
| 1861                                     | 1864                         | Hippolyte de Gerbaix               |           | Général                             |
| 1864                                     | 1868                         | Joseph Victor de Gerbaix de Sonnaz |           |                                     |
| 1869                                     | 1869                         | Philibert Thomas                   |           | Notaire                             |
| 1870                                     | 1871                         | Joseph Victor de Gerbaix de Sonnaz |           |                                     |
| 1872                                     | 1872                         | Eugène Ernest Rémi Dutrait         |           | Juge de paix du Canton d'Aiguebelle |
| 1872                                     | 1877                         | Joseph Victor de Gerbaix de Sonnaz |           |                                     |
| 1877                                     | 1877                         | Philibert Thomas                   |           |                                     |
| 1878                                     | 1880                         | Eugène Ernest Rémi Dutrait         |           | Juge de paix du Canton d'Aiguebelle |
| 1881                                     | 1888                         | François Fantier                   |           | Huissier                            |
| 1888                                     | 1919                         | Jean-François Mamy                 |           | Notaire                             |
| 1920                                     | 1925                         | Joseph Rivet                       |           |                                     |
| 1925                                     | 1947                         | Michel Jandet                      |           |                                     |
| 1947                                     | 1959                         | Jean Villermet                     |           |                                     |
| 1959                                     | 1971                         | Gaston Janex                       |           |                                     |
| 1971                                     | 1995                         | Louis Bertoncini                   | PCF       |                                     |
| 1995                                     | 2001                         | Jean-Michel Bouvier                |           |                                     |
| mars 2001                                | 2020                         | René Aguettaz                      |           |                                     |
| 2020                                     | En cours (au 4 janvier 2024) | Alexandre Dalla-Mutta              |           |                                     |

## Démographie
L'évolution du nombre d'habitants est connue à travers les recensements de la population effectués dans la commune depuis 1793. Pour les communes de moins de 10 000 habitants, une enquête de recensement portant sur toute la population est réalisée tous les cinq ans, les populations de référence des années intermédiaires étant quant à elles estimées par interpolation ou extrapolation. Pour la commune, le premier recensement exhaustif entrant dans le cadre du nouveau dispositif a été réalisé en 2008.

En 2022, la commune comptait 961 habitants, en évolution de +3 % par rapport à 2016 (Savoie : +3,63 %, France hors Mayotte : +2,11 %).
| 1793 | 1800 | 1806 | 1822  | 1838  | 1848  | 1858  | 1861  | 1866  |
| ---- | ---- | ---- | ----- | ----- | ----- | ----- | ----- | ----- |
| 802  | 779  | 899  | 1 130 | 1 409 | 1 427 | 1 510 | 1 527 | 1 452 |

| 1872  | 1876  | 1881  | 1886  | 1891  | 1896  | 1901  | 1906  | 1911 |
| ----- | ----- | ----- | ----- | ----- | ----- | ----- | ----- | ---- |
| 1 395 | 1 453 | 1 305 | 1 297 | 1 275 | 1 207 | 1 094 | 1 022 | 952  |

| 1921 | 1926 | 1931 | 1936 | 1946 | 1954 | 1962 | 1968 | 1975 |
| ---- | ---- | ---- | ---- | ---- | ---- | ---- | ---- | ---- |
| 808  | 745  | 742  | 751  | 729  | 648  | 662  | 585  | 518  |

| 1982 | 1990 | 1999 | 2006 | 2008 | 2013 | 2018 | 2022 | - |
| ---- | ---- | ---- | ---- | ---- | ---- | ---- | ---- | - |
| 600  | 639  | 678  | 797  | 831  | 898  | 947  | 961  | - |

## Culture locale et patrimoine

### Lieux et monuments

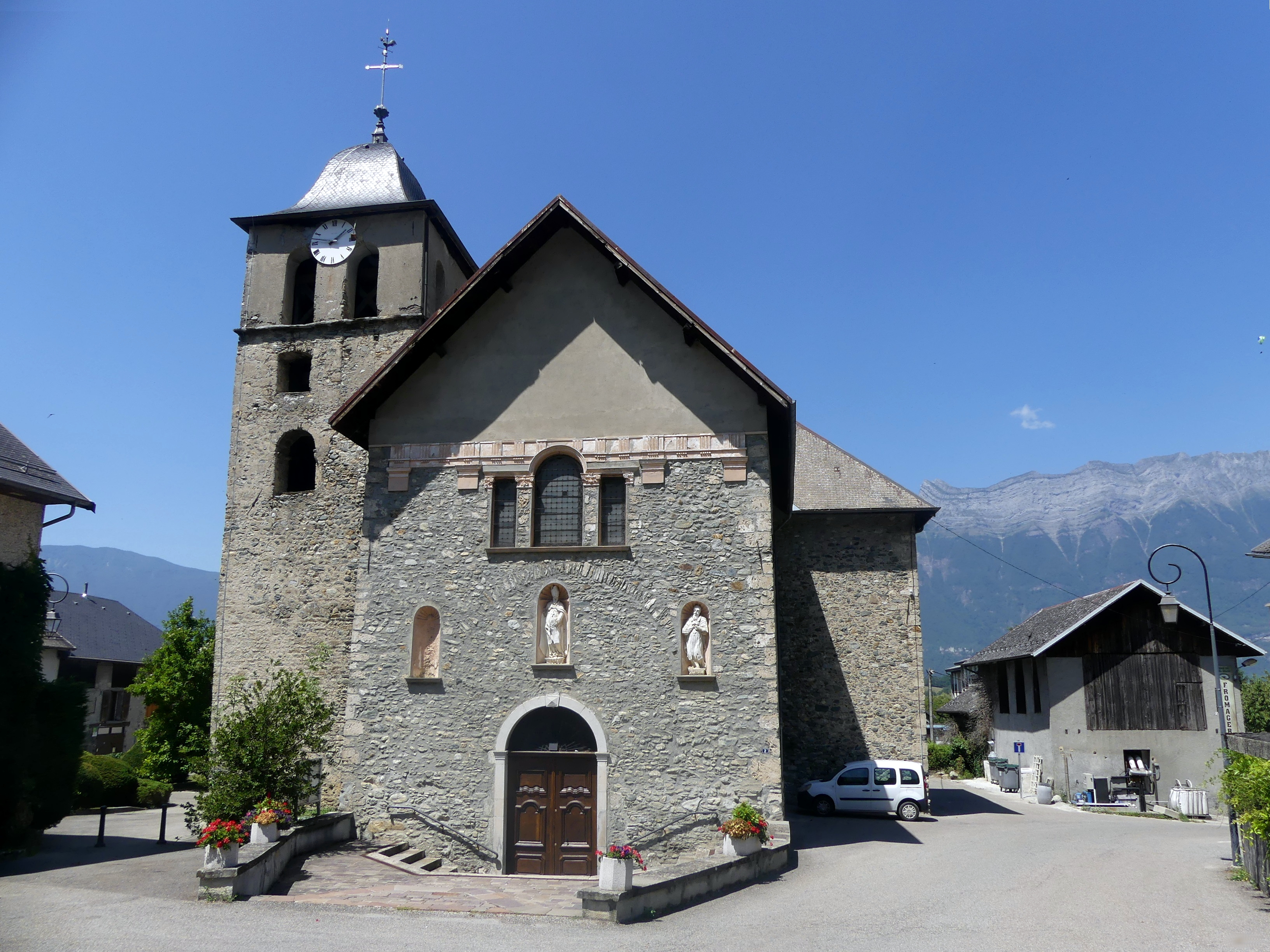
Église Saint-Martin de Chamoux.

- Château de Verdon ou Château Vieux ; dominant la gorge du Nant Montendry, sur le vieux chemin, ruines du premier château de Chamoux, attesté en l'an 1100.
- Maison forte de Villardizier ; au hameau éponyme, maison forte du XIIIe siècle. Il subsiste des détails des XIIIe, XIVe et XVe siècles, ainsi qu'une ouverture romane.
- Château de Chamoux ; dans le bourg, château du XIIIe siècle. Le château fait l’objet d’une inscription partielle au titre des monuments historiques depuis le 19 juillet 1977[23].
- Église Saint-Martin de Chamoux (église attestée au XIIe siècle). Clocher roman. Reconstruite à la fin du XVIIe siècle.
- Collégiale Sainte-Anne.

### Personnalités liées à la commune
- Antoine Palatis, boxeur français champion de France en 1996 et 2000.

### Sports

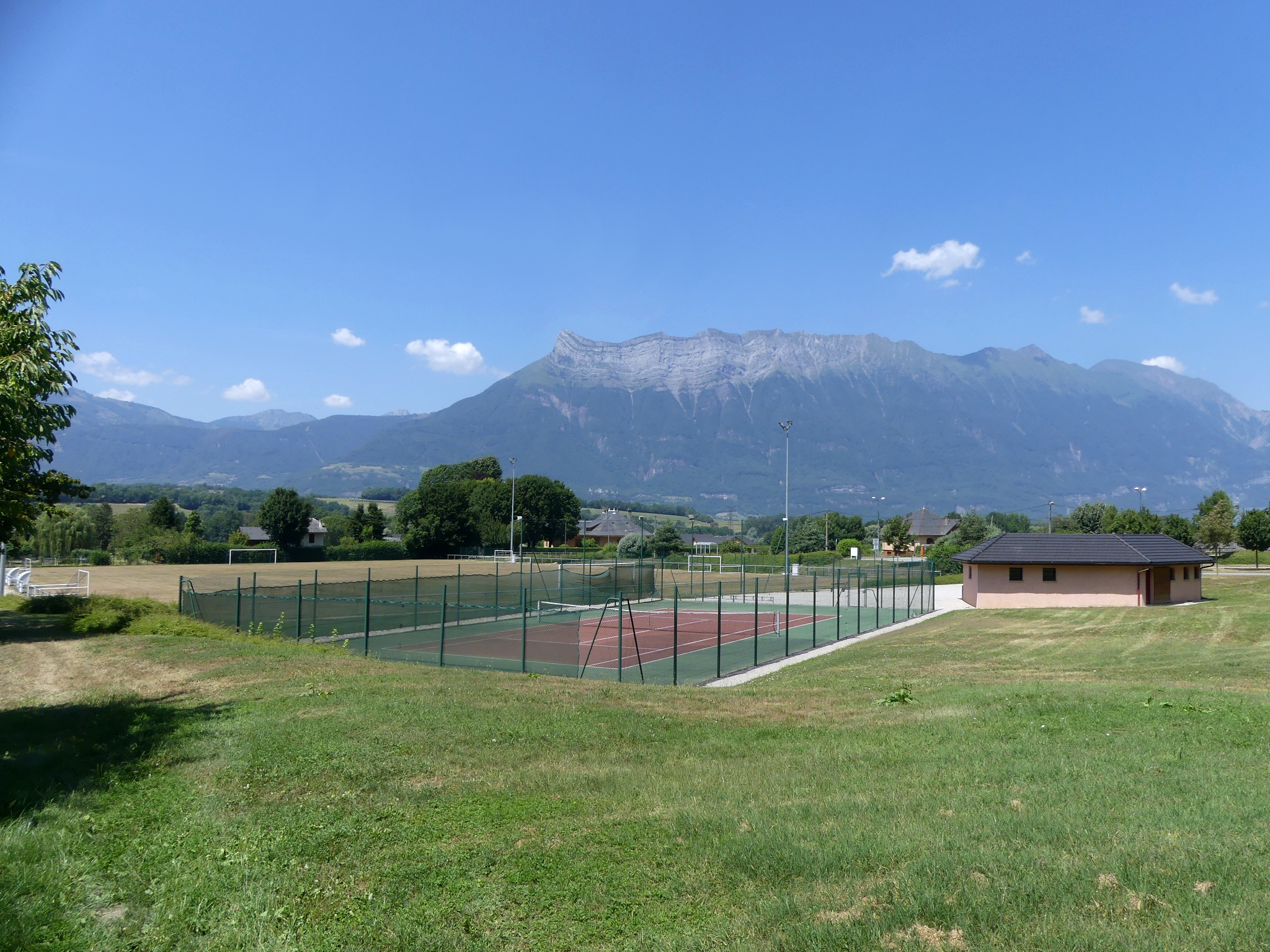
Terrains de sport.

Le Handball Club du Canton de Chamoux compte 130 licenciés.
Site pour le parapente au lieu-dit « les Grangettes » (Montendry), atterrissage à Chamoux.
Possibilité de canyoning dans le Nant de Montendry.

## Héraldique
| Blason de Chamoux-sur-Gelon | Blason  | D'argent à la montagne de deux pics de sinople, chargée d'un château d'argent à deux tours posé sur un tertre de sinople; au chef de gueules chargé de trois quintefeuilles d'argent[réf. à confirmer]. |
| Blason de Chamoux-sur-Gelon | Détails | Le statut officiel du blason reste à déterminer. |